# Кызыл-Ванк
«Кызыл-Ванк» (азерб. Qızılvəng) — могильник в Азербайджане, расположенный у станции Кызыл-Ванк в 18 км от города Нахичевань, на берегу реки Аракс, на территории армянского монастыря Кармир-ванк VII века (местное азербайджанское наименование «Кизыл-Ванк») и его окрестностях. От названия монастыря могильник получил свое название. Характеризует культуру с расписной керамикой Южного Закавказья позднего бронзового века. Включен правительством Азербайджана в список археологических памятников мирового значения.

## Археологические находки
Монахи армянского монастыря Кармир-ванк при земельных и строительных работах на территории сооружения и его окрестностях неоднократно находили осколки крашенной керамики. В 1895 году, на эти находки обратил внимание археолог-любитель Н. В. Федоров, которой сообщил о находках в Археологическую комиссию. Последняя поручила ему провести разведочные раскопки.
Первые раскопки могильника были проведены в 1896 и 1904 гг. С научной же стороны могильник был раскопан уже в 1926 году. Погребения в могильнике были расположены в каменных ящиках в скорченном положении. Некоторые тела были погребены в сидячем положении.
Погребальный инвентарь представлял собой бронзовое и железное оружие (кинжалы, наконечники стрел, булавы), а также расписную керамику. Керамика представлена тремя типами. Первый тип керамики представляет собой ангобированные сосуды, покрытые бурой и черной краской. Выявлен сосуд с изображением двух человеческих фигур, а также сосуд с изображением птицы. Второй тип керамики это сосуды, украшенные матовыми красками. Среди них встречаются кувшины с ручками, а также сосуды, похожие на чайники. К третьему типу керамики относятся черные лощеные сосуды с окраской в виде небрежных узоров. Также в Кызыл-Ванке были обнаружены золотые украшения.
Выявленные в могильнике типы керамики отражают три последовательных этапа развития культуры Кызыл-Ванка. Так, первые два типа относятся ко II половине II тысячелетия до н. э., а третий — к началу I тысячелетия до н. э. Тип керамики, обнаруженный раскопками Ивана Мещанинова и Александра Миллера в Кызыл-Ванке, очень сходен с типом керамики поздней бронзы и раннего железа, обнаруженной Османом Абибуллаевым в верхнем слое поселения Кюльтепе I. Подобная керамика из Кызыл-Ванка сопровождалась бронзовым инвентарём.
Крашеная керамика из Кызыл-Ванка относится к нахичеванской археологической культуре, известной также как кармирванкская или кызылванкская. Носители этой культуры жили в патриархально-общественном строе, занимались земледелием и скотоводством. Выявленные в Кызыл-Ванке полихромно раскрашенные сосуды серого и жёлтого цветов с узорами в виде сложных геометрических фигур, изображениями людей, животных и птиц относятся ко второму этапу развития нахичеванской культуры (XVII—XV вв. до н. э.).
В результате археологических работ 1936 году удалось выяснить, что погребения типа Кызыл-Ванка распространены на территории всей Нахичеванской АССР, а крашеная керамика характерна не только для Кызыл-Ванка, но и для всего Нахичеванского края. Памятники с аналогичной керамикой найдены также на территории Армении (Тезекенд), Турции (Богазкёй, Алишархоюк) и Ирана (Гей-Тепе, Сиалк, Гиссар и др.).
- Находки из Кызыл-Ванка[2], выставленные в Музее истории Азербайджана (Баку)

Находки из Кызыл-Ванка, выставленные в Музее истории Азербайджана (Баку)
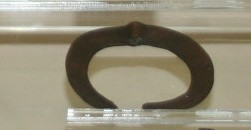
Бронзовый полумесяц
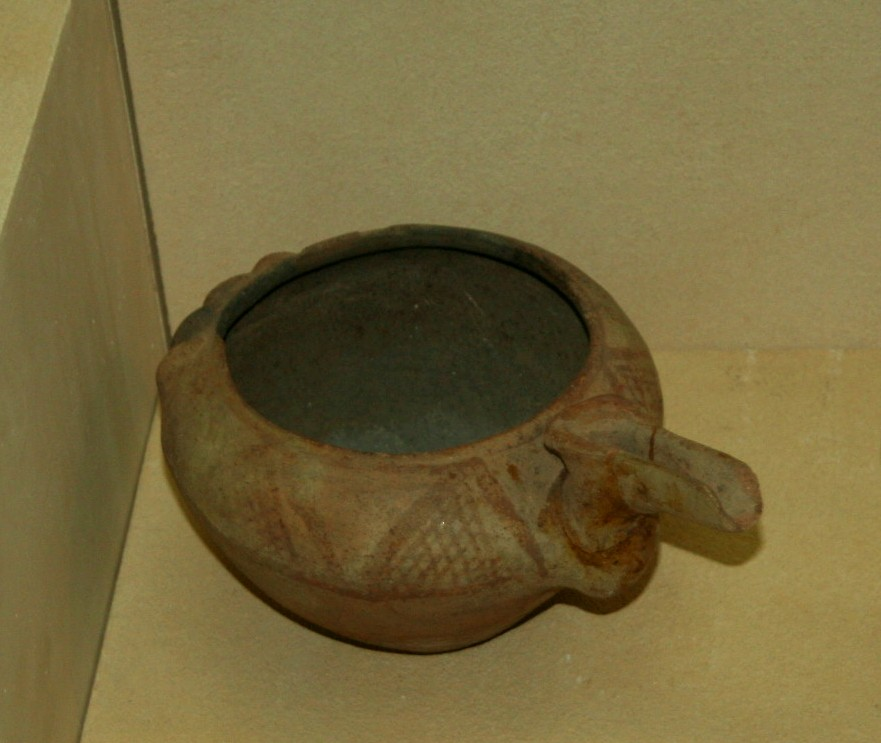
Полихромно раскрашенный сосуд в виде чайника
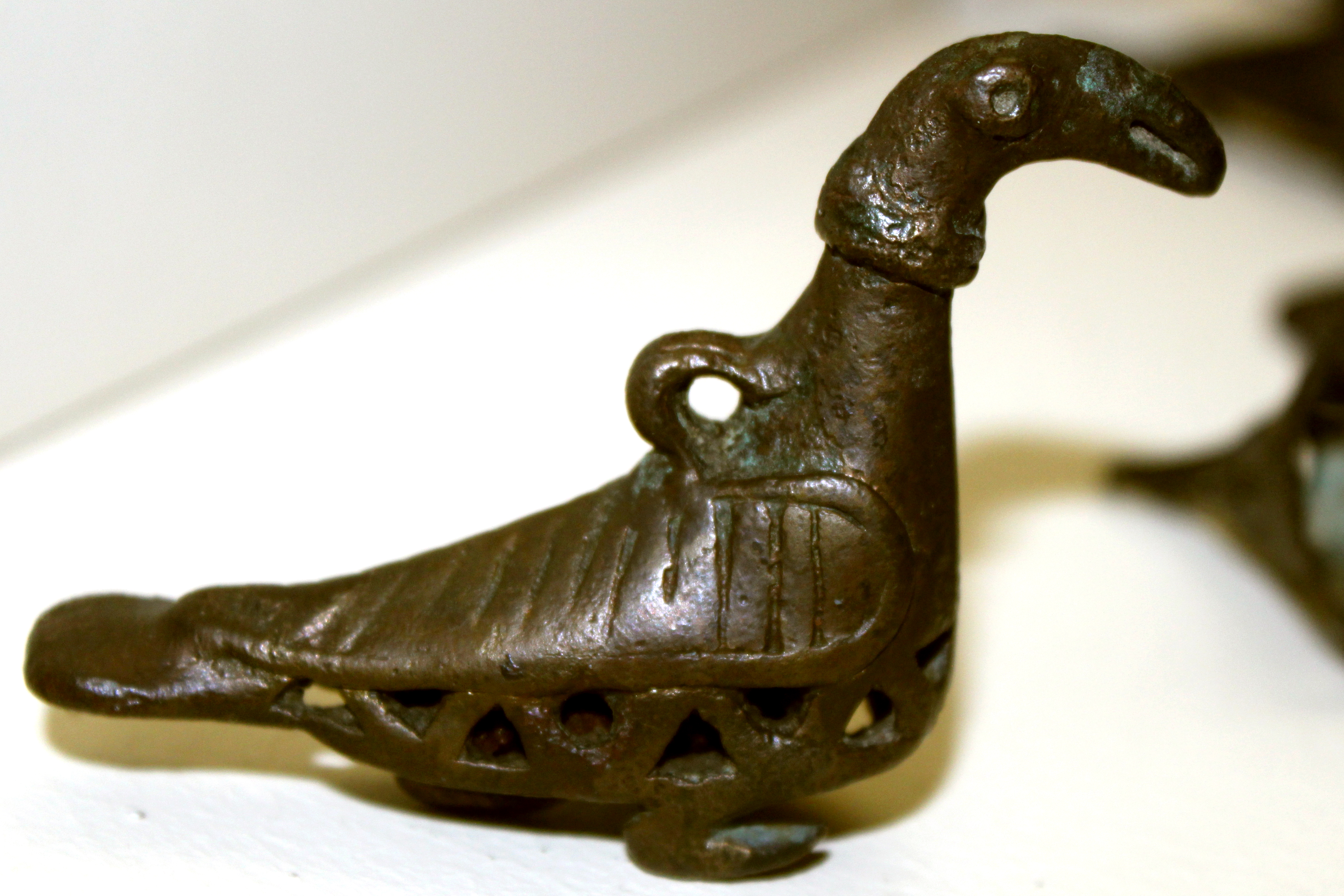
Бронзовая фигура птицы